# Lepthyphantes luteipes
Lepthyphantes luteipes är en spindelart som först beskrevs av Ludwig Carl Christian Koch 1879.  Lepthyphantes luteipes ingår i släktet Lepthyphantes och familjen täckvävarspindlar. Inga underarter finns listade i Catalogue of Life.